# Список пресмыкающихся, занесённых в Красную книгу Казахстана
Список пресмыкающихся, занесённых в Красную книгу Казахстана.

## Отряд Чешуйчатые

### Семейство Агамовые
- Пёстрая круглоголовка (Phrynocephalus versicolor)
- Зайсанская круглоголовка (Phrynocephalus melanurus)

### Семейство Варановые
- Серый варан (Varanus griseus)

### Семейство Веретеницевые
- Желтопузик (Ophisaurus apodus)

### Семейство Ящерицы настоящие
- Глазчатая ящурка (Eremias multiocellata)
- Центральноазиатская ящурка (Eremias vermiculata)

### Семейство Змеи ужеобразные
- Краснополосый полоз (Coluber rhodorhachis)
- Желтобрюхий полоз (Coluber caspius)
- Четырёхполосый полоз (Elaphe quatuorlineata)
- Полосатый полоз (Coluber spinalis)

## Галерея
- Пёстрая круглоголовка
- Серый варан
- Желтопузик
- Желтобрюхий, или каспийский полоз